# ديبورا كونواي
ديبورا كونواي (بالإنجليزية: Deborah Conway)‏ هي مغنية وكاتبة غنائية أسترالية، ولدت في 8 أغسطس 1959 في ملبورن في أستراليا.

## وصلات خارجية
- الموقع الرسمي
- ديبورا كونواي على موقع IMDb (الإنجليزية)
- ديبورا كونواي على موقع ميوزك برينز (الإنجليزية)
- ديبورا كونواي على موقع ديسكوغز (الإنجليزية)
- ديبورا كونواي على موقع قاعدة بيانات الفيلم (الإنجليزية)